# Buen Pasto
Buen Pasto est une localité rurale argentine située dans le département de Sarmiento, dans la province de Chubut.

## Démographie
La localité compte 151 habitants (Indec, 2010), ce qui représente une augmentation de 94,44 % par rapport au précédent recensement de 2001 qui comptait 68 habitants.

## Services
La ville dispose d'un accès à Internet par satellite depuis 2007. Elle dispose également d'électricité et de téléphonie semi-publiques.

## Culture

### Fêtes populaires
En 2019, la Fiesta del Pialador a été organisée pour la première fois. On appelle pial le fait de prendre l'animal au lasso par ses pattes avant et de le préparer pour que le vétérinaire puisse effectuer les tâches de vaccination et de marquage.

### Éducation
L'enseignement préscolaire et primaire a lieu à l'école primaire no 102.